# Conde de Northumberland
El título nobiliario de conde de Northumberland es uno de los más antiguos del Reino Unido. Fue creado varias veces en la nobleza de Inglaterra. (Peerage de Inglaterra) y de Gran Bretaña, siendo posterior al título de Conde de Northumbria. Sus más famosos posesores fueron los integrantes de la Casa de Percy (alias Perci), desde su creación en 1377, quienes fueron la familia noble más poderosa en el norte de Inglaterra durante la mayor parte de la Edad Media.[cita requerida] Mantuvieron dicha titulación hasta 1674, cuando se elevó al título de duque. Los herederos de los Percy, vía línea materna, fueron a la larga convertidos en duques de Northumberland en 1766.

## La familia Percy
William de Percy, I Barón Percy, quien provenía de la villa de Percy en Normandía, estaba asociado militarmente a Guillermo I. Luego de llegar a Inglaterra siguiendo la Masacre del Norte (1069-70), le fueron concedidos a William de Percy módicos patrimonios en Yorkshire por parte de Hugh d'Avranches. Sin embargo, hacia el reino de Enrique II, la familia estaba representada por sólo una heredera: Agnes de Percy (d 1203) después de la muerte del tercer barón feudal. Debido a que la dote de Agnes de Percy contenía el feudo de Topcliffe en Yorkshire, Adela de Lovaina, la viuda y segunda esposa de Guillermo I, arregló el casamiento de Agnes con su medio hermano Joscelin de Lovaina. Luego de su casamiento, Joscelin de Lovaina, el noble del Ducado de Brabante del Sacro Imperio Romano, se asentó en Inglaterra. Adoptó el apellido Percy y sus descendientes fueron luego creados Condes de Northumberland. La línea de los Percy continuaría en el tiempo y jugaría un rol importante tanto en Inglaterra como en Escocia. Debido a que casi todos los Percy eran Señores Guardianes de la frontera anglo-escocesa (Lord Warden of the Marches), los asuntos de Escocia eran a menudo de mayor consideración que los de Inglaterra.
En 1309 Henry de Percy, I Barón Percy le compró el castillo de Alnwick a Antony Bek, obispo de Durham. El castillo había sido fundado a fines del siglo XI por Ivo de Vesci, un noble normando de Vassy (Calvados) en Normandía. John de Vesci, descendiente de Ivo de Vesci, recibió los títulos y propiedades de su padre luego de la muerte de éste en Gascuña en 1253. Entre ellos se encuentran la baronía de Alnwick y una gran propiedad en Northumberland y propiedades considerables en Yorkshire, incluyendo Malton. Debido a que era menor de edad, el rey Enrique III de Inglaterra le confirió la tutela de las propiedades de John a un pariente extranjero, lo cual causó una gran ofensa a la familia de Vesci. Las propiedades y el patrimonio de la familia habían sido puestos bajo la custodia de Bek, quien se los vendió a los Percy.  A partir de este momento, las fortunas de los Percy fueron ligadas permanentemente con Alnwick y su castillo, aunque aún mantenían sus tierras y títulos de Yorkshire.
Eduardo II en 1316 le confirió a Henry de Percy, II Barón Percy, las tierras de Patrick IV, conde de March, en Northumberland. Fue Henry de Percy quien comenzó a aumentar el tamaño y defensas del castillo. Éste fue nombrado al Consejo de Eduardo III en 1327, y le fueron dados el feudo y castillo de Skipton. También le fueron conferidos por Eduardo III el castillo y la baronía de Warkworth en 1328. Estuvo en el sitio de Dunbar y en la Batalla de Halidon Hill y fue posteriormente nombrado alguacil de Berwick-upon-Tweed. En 1346, Henry comandó el ala derecha de la Armada Inglesa que venció una fuerza escocesa mayor en la batalla de Neville's Cross. Su hijo, Henry de Percy, III Barón Percy, desposó a María de Lancaster, una tía de Blanca de Lancaster, esposa esta última de Juan de Gante.

## Creación en 1377
En 1377 el siguiente Henry Percy recibió el título de Conde de Northumberland luego de la coronación de Ricardo II. Se destacó no solo por ser el Northumberland que fuera fuente de inspiración de la obra de Shakespeare ´´Enrique IV´´ sino además por ser el padre del más famoso de todos los Percy, Henry Percy V, mejor conocido como "Hotspur". Hotspur nunca se convirtió en Conde de Northumberland, ya que fue asesinado en la Batalla de Shrewsbury.

## Creación en 1416

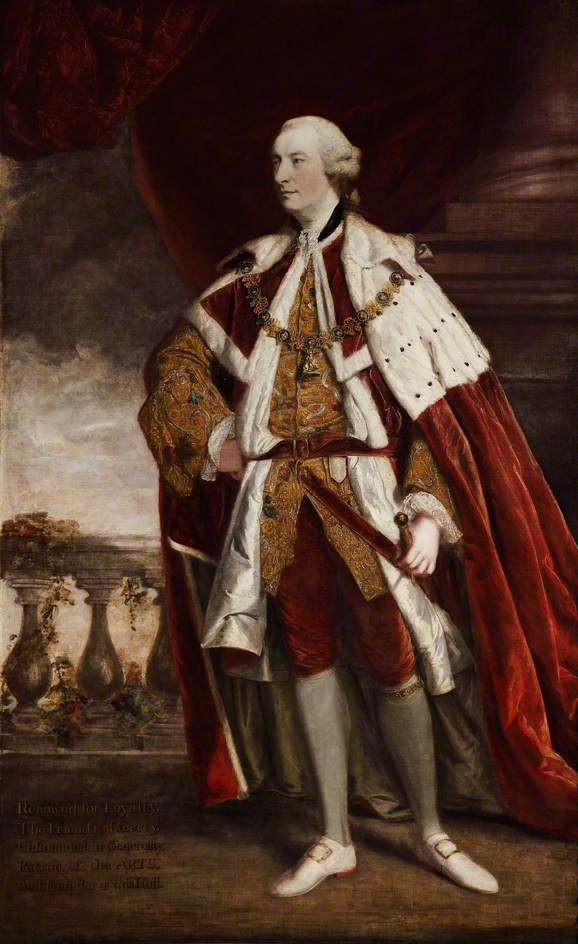
Conde de Northumberland

El hijo de Hotspur, el II conde, recuperó los títulos familiares gracias a Enrique V, y los Percy se convirtieron en fervientes defensores lancasterianos en la Guerra de las Dos Rosas que se dio a continuación, perdiendo la vida el III conde y sus tres hermanos en esta contienda.
El IV conde estuvo involucrado en las maniobras de Eduardo IV y Ricardo III, los últimos reyes yorkistas. Ya sea debido a indecisión o a traición, el IV conde no respondió a tiempo en la Batalla de Bosworth, y esto causó la derrota de su aliado Ricardo III en manos de Enrique Tudor (quien se convirtió en Enrique VII). En 1489, el IV conde de Northumberland fue asesinado por algunos de los arrendatarios de sus tierras.
El V conde desplegó fastuosidad en sus gustos y, al ser uno de los más ricos magnates de su época, invirtió mucho dinero en la construcción.
Henry Percy, el VI Conde de Northumberland, amó a Ana Bolena y fue su pretendiente antes de que Enrique VIII se casara con ella. Más tarde se casó con la hija del duque de Shrewsbury, pero al morir sin haber tenido un hijo varón, su sobrino, Thomas Percy se convirtió en el VII conde.
De allí en más se dio una sucesión de conspiraciones y alianzas —el Levantamiento del Norte, las conspiraciones para liberar a María I de Escocia, y la Conspiración de la Pólvora— y en cada una de ellas se encontraba algún Percy como adherente. Por este motivo el VIII y IX conde pasaron muchos años en la Torre de Londres, pero el X conde, Algernon, luchó contra el rey Carlos I en la Revolución inglesa. La línea masculina de la casa Percy-Lovaina termina con Josceline, el XI conde. La heredera de las vastas propiedades Percy se casó con el duque de Somerset, y su nieta se casó con un caballero de Yorkshire, Hugh Smithson, quien en 1766 fue nombrado el primer duque de Northumberland y conde Percy, y son sus descendientes quienes hoy representan la famosa casa antigua.
El duque actual vive en el Castillo de Alnwick y la Syon House, en las afueras de Londres.

## Lista de poseedores del título

### Condes de Northumberland, primera nueva creación (1377)
- Henry Percy, I conde de Northumberland (1341-1408) (obtenido en 1405)
- Sir Henry Percy, también llamado Harry Hotspur KG (c 1365-1403) heredero natural

### Condes de Northumberland, segunda nueva creación (1416)
- Henry Percy, II conde de Northumberland (1394-1455), nieto de Henry (1341-1408) e hijo de "Hotspur"
- Henry Percy, III conde de Northumberland (1421-1461) (pérdida en 1461), hijo de Henry II conde

### Conde de Northumberland, tercera creación (1464)
- John Neville, conde de Northumberland, (I marqués de Montagu) (1431-1471), (1464-1470 liberado)

### Condes de Northumberland (1416, cont)
- Henry Percy, IV conde de Northumberland (1449-1489) (restaurado 1470-1473), hijo de Henry III
- Henry Algernon Percy, V conde de Northumberland (1478-1527), hijo de Henry IV
- Henry Percy, VI conde de Northumberland  (1502-1537), hijo de Henry V, murió sin descendencia
- Thomas Percy, VII conde de Northumberland (1528-1572), nieto de Henry V, consiguió el título en 1557
- Henry Percy, VIII conde de Northumberland (1532-1585), también hijo de Henry V, hermano menor de Thomas
- Henry Percy, IX conde de Northumberland (1564-1632), hijo de Henry VIII
- Algernon Percy, X conde de Northumberland (1602-1668), hijo de Henry IX
- Joceline Percy, XI conde de Northumberland (1644-1670), hijo de Algernon, murió dejando sólo una hija, por lo tanto el condado se volvió extinto

Varias referencias usan al menos tres secuencias diferentes de números para los condes, los usados aquí son los más usados en los artículos individuales acerca de los doce condes. La diferencia mayor surge de la interrogante de si Henry (1394-1455) fue I como nueva creación o II como restauración de los derechos de su abuelo, Henry (1341-1408).

### Condes de Northumberland, cuarta nueva creación (1674)
George FitzRoy, I duque de Northumberland (1665-1716) (se convirtió en duque de Northumberland en 1683; extinto)

### Condes de Northumberland, quinta nueva creación (1749)
- Algernon Seymor, VII duque de Somerset (1684-1750), nieto por línea materna y heredero del Condado XI de creación en 1416
- Elizabeth Percy née Seymor (1716-1776), hija única del I Conde, casada con Sir Hugh Smithson
- Hugh Percy, II Conde de Northumberland (1714-1786), cambió su nombre a Percy cuando heredó el Condado de Northumberland de su padrastro, convirtiéndose en duque de Northumberland en 1766

La línea continúa con los duques de Northumberland (tercera creación)